# AC 페루자 칼초
아소차치오네 칼치스티카 페루자 칼초(이탈리아어: Associazione Calcistica Perugia Calcio)는 이탈리아의 축구 클럽으로, 움브리아주의 페루자를 연고로 한다. 팀의 유니폼은 빨간색과 하얀색으로 구성되어 있다.
페루자는 2003년에 열린 인터토토컵에서 우승한 경력을 가지고 있으며 이 팀 출신의 유명 선수로 일본의 나카타 히데토시와 대한민국의 안정환, 이란의 라만 레자에이, 그리고 이 팀에 잠시 동안 몸 담았던 리비아의 알사디 카다피는 리비아의 정부 수반 무아마르 알카다피의 아들로 잘 알려져 있다.

## 역대 성적
세리에 A:
- 준우승: 1978–79

UEFA 인터토토컵:
- 우승: 2003

수페르코파 디 레가 디 세콘다 디비시오네:
- 우승: 2011–12

코파 이탈리아 세리에 D:
- 우승: 2010–11

세리에 B:
- 우승: 1974–75

레가 프로 프리마 디비시오네:
- 우승: 1932–33, 1945–46, 1966–67, 1993–94, 2013–14

레가 프로 세콘다 디비시오네:
- 우승: 1987–88, 2011–12

세리에 D:
- 우승: 1929–30 (테차 디비시오네), 2010–11

## 선수 명단

### 현역
참고: FIFA 자격 규정에 따라 소속된 국가대표팀 국기를 표시합니다. 선수는 복수의 FIFA 비회원국 국적을 가지고 있을 수 있습니다.
| 번호 | 포지션 | 국적       | 이름                   |
| ---- | ------ | ---------- | ---------------------- |
| 13   | DF     |            | 피터 톨루와니미 아모란 |
| 19   | MF     | 아이슬란드 | 아담 에기르 팔손       |

| 번호 | 포지션 | 국적 | 이름 |
| ---- | ------ | ---- | ---- |

## 역대 감독
| 감독            | 임기        |
| --------------- | ----------- |
| 네비오 스칼라   | 1996 ~ 1997 |
| 부야딘 보슈코브 | 1999        |